# Eddystone Rock
Eddystone Rock är en klippa i territoriet Falklandsöarna (Storbritannien). Den ligger i den norra delen av ögruppen, 100 km nordväst om huvudstaden Stanley.